# SBB G 3/4
Die Dampflokomotiven G 3/4 Serie 201–208 wurden ab 1906 von den Schweizerischen Bundesbahnen (SBB) auf der Brünigbahn, ihrer einzigen schmalspurigen Bahnlinie, eingesetzt. Die Tenderlokomotiven waren bis Mitte des 20. Jahrhunderts in Betrieb.

## Geschichte
Die damals jungen Schweizerischen Bundesbahnen (SBB) beschafften 1905 zwei neue Lokomotiven der Bauart Mogul mit der Spurweite von 1000 mm. Eine Mogullokomotive besitzt drei Triebachsen und eine führende Laufachse, was auch mit der Achsformel 1'C bezeichnet wird. Die Lokomotiven sollten die aus der Eröffnungszeit stammenden dreiachsigen JBL G 3/3 unterstützen, die bis dahin alleine den Zugsverkehr auf den Talstrecken der Brünigbahn, welche als Adhäsionsbahnen angelegt sind, geleistet haben. Ab 1912 folgten fünf weitere baugleiche Triebfahrzeuge. Sie ersetzten die inzwischen überholten Dampflokomotiven aus der Gründungszeit endgültig.
Bis zur Elektrifizierung der Brüniglinie 1941–1942 bildeten diese Dampflokomotiven das Rückgrat für die Strecken zwischen Luzern–Giswil und Meiringen–Interlaken. Um Wasser und Kohle zu sparen, wurden Mitte der 1920er Jahre sieben der acht Lokomotiven für Heissdampf umgebaut.
Während des Zweiten Weltkriegs wurden die Dampflokomotiven für das Reduit verwendet. Nach Kriegsende waren örtliche Rangieraufgaben und Spezialtransporte ihre Hauptaufgaben. Beispielsweise erforderte die Überführung von übergrossen Bauteilen und Transformatoren zu den Kraftwerken des Amtsbezirks Oberhasli eine fahrdrahtunabhängige Lokomotive.
Ende der 1950er Jahre fand die Lok 208 auf den benachbarten Berner Oberland-Bahnen ein weiteres Betätigungsfeld. Sie half an Tagen mit hohem Fahrgastaufkommen, den Bahnverkehr zu bewältigen.
Ein Jahr nach Abschluss der Elektrifikation wurde die Nummer 202 ausrangiert und abgebrochen. Die 1947 ausrangierten Lokomotiven Nummer 203 bis 205 wurden zusammen mit zwei Bergmaschinen des Typs HG 3/3 an die Thessalischen Eisenbahnen in Griechenland abgetreten. Die Lok 203 wurde 2007 das letzte Mal in Volos in schrottreifem Zustand gesichtet.
Die Lok 201 wurde 1947 zerlegt. Ebenfalls dem Schneidbrenner zum Opfer fielen die Loks 206 (1957) und 207 (1965). Durch den Umstand, dass ein paar Eisenbahnenthusiasten im Jahr 1965 den Erhalt zweier SBB Schmalspurdampflokomotiven forderten, wurde die Lok 208 nicht abgebrochen. Zusammen mit der Bergmaschine HG 3/3 1067 wurde sie aufgearbeitet und stand bis 2013 unter Dampf. Am 16. November 2013 wurde sie durch einen Brand des Depots der Ballenberg-Dampfbahn schwer beschädigt und seit 2016 in der Hauptwerkstätte Landquart der Rhätischen Bahn wieder betriebsfähig aufgearbeitet. Erste Fahrten der restaurierten Maschine sind für 2017 vorgesehen.
Mit Plänen der SLM Winterthur wurden in der Maschinenfabrik Esslingen beinahe identische Lokomotiven für Portugal hergestellt. Die Fabrik Marquesina Terrestre y Maritima (MTM) in Barcelona produzierte ebenfalls identische Lokomotiven für das spanische Festland und Mallorca.

## Konstruktion
Gegenüber den alten dreiachsigen Dampflokomotiven wurde ein Bisselgestell in Fahrtrichtung vorne angebracht. Es trug zu einem ruhigen Fahrverhalten der Lok bei.
Sie waren eine Weiterentwicklung der LD G 3/4, welche zwischen 1889 und 1908 ausgeliefert wurden.
Die beiden Zylinder waren waagrecht aussen am Rahmen, zwischen der Lauf- und ersten Kuppelachse angebracht. Die Triebstange treibt die mittlere Achse an, welche über Kuppelstangen die beiden anderen Achsen antreibt.
Zu Beginn – mit Ausnahme der Lok 208 – waren die Triebfahrzeuge als Nassdampflokomotive, also ohne Überhitzer, konzipiert. Später erfolgte der Umbau auf Heissdampf. Die Nummer 208 erhielt ab Werk einen Schmidt’schen Kleinrohrüberhitzer, zwischen 1925 und 1927 erhielten auch die übrigen sieben Lokomotiven einen solchen Überhitzer, allerdings mit weniger Rohren und damit verkleinerter Oberfläche, eingebaut. Der Kessel liegt auf einer Höhe von 1900 mm über Schienenoberkante auf. Auf ihm befindet sich sowohl ein Sanddom wie ein Dampfdom mit innen liegenden Einströmrohren. Auf dem Dampfdom befinden sich zwei Pop-Sicherheitsventile. Der Sand wurde mit einem Druckluftsandstreuer der Bauart Leach, vor der Triebachse auf die Schienen gebracht.
Die Maschinen hatten einen Innenrahmen und eine einschienige Führung für den Kreuzkopf mit offener Kulisse. Es waren Flachschieber eingebaut, welche beim Umbau auf Heissdampf durch Flachschieber mit Entlastung und verbesserter Schmierung ersetzt wurden. Auf den Schieberkästen befinden sich Ricour-Saugventile, welche ein Vakuum im Zylinder verhindern und dadurch besseren Leerlauf der Dampfmaschine erlauben.
Die ersten beiden Lokomotiven erhielten einen Rauchverbrenner der Bauart Langer, die übrigen einen der Bauart SBB, eingebaut.
Die ersten beiden Lokomotiven (Nummer 201 und 202) besassen von 1905 bis 1908 eine Dampfbremse nach dem Klose’schen Prinzip. Ab 1908 wurde diese durch eine Westinghouse-Differentialbremse ersetzt.
Mit diesen Lokomotiven konnte in der Schweiz die Höchstgeschwindigkeit für schmalspurige Dampflokomotiven erstmals erhöht werden. 1930 stieg sie von 45 auf 55 km/h und 1936 schliesslich auf 60 km/h an.
| Liste der G 3/4 der SBB Brünigbahn |              |         |                   |               | |
| Nummer                             | Fabriknummer | Baujahr | Ablieferungsdatum | Ausrangierung | Verbleib |
| 201                                | 1674         | 1905    | 03.01.1906        | 1947          | verschrottet |
| 202                                | 1675         | 1905    | 11.01.1906        | 1943          | verschrottet |
| 203                                | 2222         | 1912    | 15.04.1912        | 1947          | Verkauf an die Thessalische Eisenbahnen, letzte Sichtung 2007 |
| 204                                | 2223         | 1912    | 26.04.1912        | 1947          | Verkauf an die Thessalische Eisenbahnen, letzte Sichtung 1984 |
| 205                                | 2224         | 1912    | 07.05.1912        | 1947          | Verkauf an die Thessalische Eisenbahnen, letzte Sichtung 1984 |
| 206                                | 2401         | 1913    | 17.02.1914        | 1957          | verschrottet |
| 207                                | 2402         | 1913    | 24.02.1914        | 1965          | verschrottet |
| 208                                | 2403         | 1913    | 05.03.1914        | 1965          | Verkauf an den Verein Freunde der Dampflok, Kägiswil 1974 Übergang zur Ballenberg Dampfbahn Wurde beim Brand der Remise in Interlaken vom 16. November 2013 schwer beschädigt. |